# Gillette, Wyoming
Gillette, Wyoming là một thành phố thủ phủ quận Campbell trong bang Wyoming, Hoa Kỳ. Thành phố có tổng diện tích 34,7 km², trong đó diện tích đất là 34,6 km². Theo điều tra dân số Hoa Kỳ năm 2010, thành phố có dân số 28.087 người. Thành phố nằm ở giữa một khu vực phát triển khai thác than đá, dầu mỏ và khí mê tan. 